# Peperomia guarujana
Peperomia guarujana är en pepparväxtart som beskrevs av C. Dc.. Peperomia guarujana ingår i släktet peperomior, och familjen pepparväxter. Inga underarter finns listade i Catalogue of Life.